# کشتار رزوود

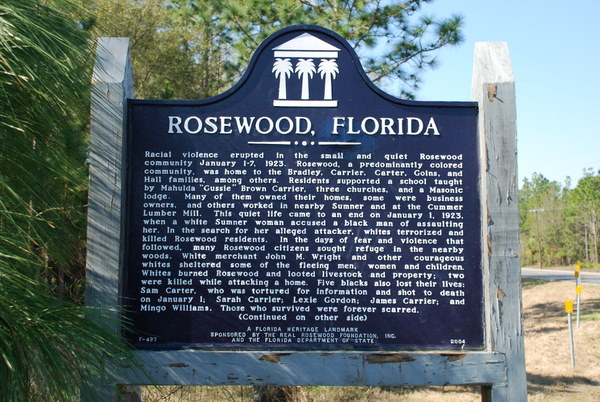

کشتار رزوود (به انگلیسی: Rosewood Massacre) به قتل‌عام ۳۰۰ سیاه‌پوستان شهر رزوود (در ایالت فلوریدا) که در بین ۱ تا ۷ ژانویه ۱۹۲۳ اتفاق افتاد اشاره دارد. در طی این حرکت نژادپرستانه، تقریباً تمام شهر رزوود به کلی نابود و به آتش کشیده شد و سیاه‌پوستان از آنجا خارج شده و به نواحی دیگر گریختند و دیگر هیچوقت به آن بازنگشتند.
رزوود شهری آرام بود که تقریباً بیشتر ساکنانش را سیاه‌پوستان تشکیل می‌دادند. بر اساس ادعایی که پایه‌ایی نداشت، گفته شد که یکی از سیاه‌پوستان این شهر، زنی سفیدپوست که در اطراف رزوود سکونت داشت را مورد آزار و اذیت قرار داده‌است و به همین بهانه، عده‌ایی از مردان سفیدپوست شروع به شکنجه و کشتن یک سیاه‌پوست می‌کنند. زمانی که سایر سیاه‌پوستان در مقام دفاع از خود برمی‌آیند، چندصد مرد سفیدپوست برای شکار این زنان و مردان سیاه عازم رزوود شده و شروع به قتل‌عام آنان می‌کنند. تقریباً تمام ساختمان‌های شهر را در آتش سوزانده و نابود می‌کنند. عده‌ای از اهالی شهر که موفق به فرار می‌شوند، به مدت چند روز در مرداب‌های اطراف خود را مخفی کرده و در نهایت با قطار و خودرو خود را از آنجا دور می‌کنند و عمدتاً وارد شهرهای بزرگ می‌شوند.
اگرچه که حاکمان ایالتی و محلی از وقوع این کشتار آگاه بودند، ولی در نهایت حتی یک حکم بازداشت نیز صادر نکردند. شهر رزوود در طول حمله از سکنه خالی شد و هیچ‌کدامشان دیگر به آن بازنگشتند. اگرچه که این واقعه به شکل عمومی در سرتاسر آمریکا مخابره می‌شد، اما فقط تعداد اندکی از مسئولان مشغول جمع‌آوری اطلاعات در این خصوص شدند. نجات‌یافتگان، خانواده‌هایشان و عاملان این کشتار نژادپرستانه نیز سکوت اختیار کرده و حرفی نزدند تا اینکه حدوداً ۶۰ سال بعد، در سال ۱۹۸۲، این موضوع توسط خبرنگاری به نام گری مور مجدداً مطرح شده و تبدیل به تیتر یک روزنامه‌ها می‌شود.